# Udinese Calcio
O Udinese Calcio conhecida  como Filhos Do Venezia Udinese é o principal time de Údine e do Friuli e é um dos mais antigos da Itália, tendo sido fundada em 1896. Disputa a Série A.
As cores são branco e preto, como o brasão da cidade de Udine, por isso o time é apelido Bianconeri (Brancos e pretos)  o Zebrette (Zebras pequenas).
O clube desde 2011 faz parte da Associação de Clubes Europeus (ECA), organização internacional que substituiu o extinto G-14, que é composta pelos principais clubes de futebol unidos em consórcio para obter uma proteção comum dos direitos esportivos, legais e televisionados diante da FIFA.

## História do clube

### Fundação e primeiros anos
A Udinese Calcio foi fundada em 1896 como parte do Udinese Società di Ginnastica e Scherma, (Udinese Sociedade de Ginástica e Esgrima). No seu ano inaugural, o clube ganhou o Torneo FNGI em Treviso batendo Ferrara 2-0, no entanto este título não é reconhecido Pela Federação Italiana de Futebol.
Em 5 de julho de 1911, alguns ginastas de Udinese, dirigido por Luigi Dal Dan, fundou a Udinese AC, que aderiram à FIGC. Na nova fase fez sua estreia em um amistoso contra o Juventus Palmanova, e ganhou de 6-0.
Foi apenas em 1912-1913 que a Udinese fez sua primeira participação em um campeonato oficial da FIGC. Nesse ano se inscreveram no Veneto Campionato di Promozione, que consistia em apenas três equipes (os outros foram Petrarca e Padova). Com duas vitórias contra o Padova (3-1 e 5-0), Udinese terminou o torneio em segundo lugar, atrás do Petrarca e foram promovidos ao primeiro nível Prima Categoria. Na Prima Categoria, a Udinese não conseguiu chegar à fase nacional, sempre sendo eliminado na eliminatória veneta.

### Década de 1920: final da Coppa Italia
O 1920-21 temporada, que terminou com a Friulani eliminada na eliminatória Veneta, foi memorável, pois foi a estreia de Gino Bellotto, que ainda é o jogador que jogou a maioria das estações com a Udinese, de passar 17 temporadas com o Zebrette.
Em 1922, a Udinese, aproveitando a ausência de grandes clubes, entrou para o Campeonato de Futebol FIGC italiano e chegou a Coppa Italia último perdeu por 1-0 contra o Vado, graças a um gol de horas extras. No campeonato, a Udinese terminou em segundo na Girone Eliminatorio Veneto, o que lhes permitiu permanecer na primeira divisão para a próxima temporada, apesar de uma reforma dos campeonatos, que reduziu o número de equipes na competição.
A temporada 1922-23 foi um desastre para a Udinese, já que veio por último e que foram relegados para a segunda divisão. A equipe arriscou falha para dívidas em 1923. Em 24 de agosto de 1923, a AS Udinese separou da AC Udinese Friuli, e o clube foi obrigado a montar um orçamento e um conselho autônomo. Felizmente, todas as dívidas foram pagas pelo presidente Torso Alessandro Del através da venda de algumas de suas pinturas e a Udinese poderia assim juntar-se a Segunda Divisão em que ficou em quarto lugar.
A temporada 1924-25 foi memorável. A equipe foi incluída no Grupo F II Divisão. O campeonato foi muito equilibrado e no final do torneio três equipes estavam na disputa para vencer: Udinese, Vicenza e Olympia River. Playoffs foram necessários para determinar quem chegaria à última rodada.
A Udinese bateu o Olympia em um playoff por 1-0 e empatou 1-1 com o Vicenza. Na classificação play-off, a Udinese e o Vicenza ainda estavam na liderança com 3 pontos cada. Outro play-off foi, então jogado para determinar o vencedor. Depois de um primeiro encontro terminou 0-0, a Udinese perdeu um replay 2-1 mas foram premiados com a vitória como Vicenza em campo um jogador inelegível, uma Horwart húngaro chamado. A Udinese chegou à final no lugar do Vicenza. Na rodada final, a Udinese terminou em primeiro e foi promovido, ao lado do Parma, a Primeira Divisão. Na temporada seguinte, a Udinese terminou em 10 º e foi relegado novamente. No entanto, o formato do campeonato foi novamente reformada e Udinese teve outra chance de recuperar seu lugar na primeira divisão. Eles competiram em play-offs com sete outros lados para o direito de jogar na Serie A. O vencedor permaneceria na primeira divisão. O clube, porém, perdeu o playoff contra Legnano e perdeu seu lugar na primeira divisão.
A Udinese permaneceu na Segunda Divisão até o final da temporada 1928-29, quando a Serie A e Serie B foram criadas, com a Udinese cair no terceiro nível (Terza Serie). A primeira temporada na Serie Terza foi um triunfante e Udinese foram promovidos até Serie B.
O ano de 1978 é o mais vitorioso da história da Udinese, com três títulos. A cidade de Údine se recuperava de tremores que mataram 989 pessoas e o futebol foi utilizado como válvula de escape, naqueles anos.

### Década de 1980
No verão de 1983 o clube faz grande sucesso no mercado, ao contratar Zico, ex-jogador do Flamengo. Para o campeonato de 1983-84, a gestão friuliana, comandada pelo diretor-geral Franco Dal Cin, reuniu um time de nomes importantes, entre eles o atacante Pietro Paolo Virdis e o zagueiro da Seleção Brasileira Edinho. No campeonato, a equipe de Enzo Ferrari terminou em nono lugar, a apenas dois pontos da zona da UEFA, enquanto Zico marcou 19 gols em sua primeira temporada na Itália.

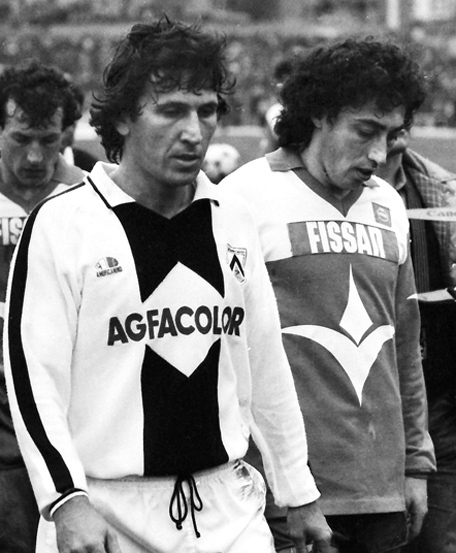
Zico, um dos destaques da Udinese na década de 1980.

Na temporada 1984-1985 a Udinese perdeu muitos jogadores importantes, mas conseguiu manter Zico. A equipe ficou a cargo do treinador brasileiro Luís Vinício. Nesta temporada, Zico, por lesão e problemas legais com o estado italiano, deixa a Udinese e retorna ao Flamengo. Na temporada seguinte, os friulianos conquistaram o décimo terceiro lugar na classificação.

### 2006: Liga dos Campeões
No campeonato de 2004-05 a Udinese conseguiu chegar ao quarto lugar na classificação, obtendo a primeira qualificação para a Liga dos Campeões de sua história. No final desta temporada, Spalletti rescindiu o contrato que o ligava ao clube Friuliano, sendo substituído por Serse Cosmi. A temporada 2005-2006 é difícil para os friulianos: Cosmi é demitido durante a temporada e é substituído por Loris Dominissini, por sua vez demitido e substituído por Giovanni Galeone. Os bianconeri terminam o campeonato em décimo primeiro lugar, enquanto na Liga dos Campeões chegam à fase de grupos, mas terminam em terceiro no grupo C, sendo eliminados da competição. A equipe ainda teve o direito de participar da Copa UEFA, onde parou nas oitavas de final, eliminada pelo Levski Sofia.

### Década de 2010: Competições europeias
Na temporoda 2010/2011, a Udinese empatou com Milan no Estádio Friuli e se classificou para a próxima pré-Champions League.
A temporada 2011-2012 começa com o play-off da Champions League contra o Arsenal, que elimina a Udinese em dois jogos. Os friulanos, no entanto, ganham o direito de participar da Liga Europa, onde são sorteados no Grupo I com os espanhóis do Atlético de Madrid, os franceses do Rennes e os escoceses do Celtic. Depois de ultrapassar o grupo e eliminar os gregos do PAOK nas oitavas de final, os friulianos param na próxima ronda, ultrapassados pelos holandeses do AZ Alkmaar.
Na liga o desempenho segue fases alternadas: no primeiro turno termina com 38 pontos, apenas três pontos atrás da líder Juventus, enquanto no segundo, graças à preparação precoce e ao cansaço para os compromissos da copa, a Udinese perde a vantagem acumulada. No final do campeonato, porém, graças a uma série de quatro vitórias consecutivas, os bianconeri conquistaram a terceira posição com 64 pontos, classificando-se novamente para as eliminatórias da Liga dos Campeões. Em 29 de novembro de 2011, o clube recebeu do CONI o Colar de Ouro ao Mérito Esportivo, a maior homenagem do esporte italiano, concedida a clubes de futebol com mais de cem anos de história.
A temporada 2012-2013 vê os Friulianos mais uma vez derrotados nos playoffs da Champions League, desta vez pelas mãos dos portugueses do Braga : depois do 1-1 em Portugal, no Estádio do Friuli o jogo termina nos pênaltis após o 1-1 do tempo regular. Porém, os bianconeri erram o pênalti decisivo (pelos pés da nova contratação Maicosuel, salva pelo goleiro), mas ainda assim acessam a Liga Europa. A Udinese foi sorteada em um grupo difícil, incluindo o inglês Liverpool, o suíço do Young Boys e os russos do Anzhi, conquistando uma vitória histórica por 3-2 em Anfield contra o Liverpool, mas fechando o grupo na última colocação, deixando a competição. No campeonato a equipe começa mal e navega no meio da tabela, mas uma série de 8 vitórias consecutivas nos últimos 8 dias impulsiona os friulanos para o quinto lugar e para as eliminatórias da Liga Europa. Na temporada seguinte o clube não ultrapassou os play-offs da Liga Europa, sendo eliminado pelos tchecos do Slovan Liberec, perdendo por 3-1 em casa e empatando por 1-1 na República Tcheca. Os bianconeri ainda alcançam, como nos primeiros quatro anos, as semifinais da Copa Itália, mas perdendo para a Fiorentina. O campeonato não trouxe grandes satisfações para a Udinese, que se manteve no meio da tabela a maior parte da temporada e terminou na décima terceira colocação com 44 pontos.
Depois de quatro anos, Guidolin deixa a Udinese, que é confiada a Andrea Stramaccioni. Na temporada 2014-2015 os friulanos são eliminados na segunda rodada da Copa Itália pelo Napoli, enquanto no campeonato, após um início decente, a Udinese se salva do rebaixamento, mas não passa do décimo sexto lugar na classificação com 41 pontos conquistados. Após demitir Stramaccioni, o clube escolhe Stefano Colantuono como novo treinador. Durante o campeonato 2015-2016, na sequência das oscilações de desempenho da equipa, Colantuono é despedido: no seu lugar, a 14 de março de 2016 chega ao comando da Udinese Luigi de Canio. Os friulianos se salvam no penúltimo jogo, encerrando a temporada na décima sétima colocação na classificação geral com o recorde negativo de pontos conquistados (39), já que a Série A conta com 20 times. No final da temporada, o artilheiro da equipe Antonio Di Natale deixa o clube, se despedindo com a contagem de 191 gols marcados na camisa preta e branca de 2004 a 2016.
Para a temporada 2016-17, Giuseppe Iachini é escolhido como o novo chefe da equipe. A temporada começa com a eliminação da Copa da Itália em 13 de agosto de 2016: no completamente renovado Stadio Friuli, a Udinese é derrotada por 2-3 para o Spezia. Após os resultados decepcionantes no campeonato, já no sétimo dia Iachini foi demitido e substituído por Luigi Delneri. Sob a orientação do técnico friulano, a equipe chega à décima terceira colocação na classificação. Na temporada seguinte, o treinador Delneri foi reconfirmado, apenas para ser demitido após 13 dias, nos quais a Udinese somou 12 pontos em 12 jogos. A equipe é confiada a Massimo Oddo, que na primeira jornada leva a equipa à sétima posição na classificação, apenas para sofrer um colapso vertiginoso: após onze derrotas consecutivas (recorde histórico negativo para os friulanos) Oddo é despedido quatro dias antes do final do campeonato e a Udinese é confiada para Igor Tudor. O treinador croata empatou 3-3 com o Benevento, perdeu 0-4 para a Inter, mas venceu por 1-0 o já rebaixado Hellas Verona e o Bologna; os friulianos alcançam a salvação no último dia e fecham o campeonato na décima quarta colocação.
Para a temporada 2018-2019, o banco da Udinese foi inicialmente confiado ao espanhol Julio Velázquez, que foi, no entanto, demitido após 12 jogos no campeonato. Seu substituto, Davide Nicola, é por sua vez exonerado no vigésimo oitavo dia; Tudor volta a suceder-lhe, colocando os Friulianos no décimo segundo lugar da classificação.

### Temporada 2019-20
A temporada seguinte terminou em 2 de agosto de 2020, devido à parada forçada para a emergência de saúde global do COVID-19. Toda a segunda parte da temporada foi realizada a portas fechadas, com jogos quase a cada 3 dias. A Udinese havia começado o campeonato com Tudor, mas foi demitido em 1 de novembro de 2019 após um início de temporada instável que culminou em pesadas derrotas para a Atalanta (7-1) e no nocaute com uma Roma de 10 homens (0-4). Ele é sucedido pelo técnico Luca Gotti, ex- Maurizio Sarri no Chelsea. Após um período de transição, se junta oficialmente a Udinese com um contrato até ao final da temporada. Ele leva a equipe a uma salvação tranquila, culminada por algumas atuações excelentes, como a vitória em casa por 2-1 sobre a Juventus, adiando a comemoração do scudetto.

## Estádio
Desde 1976, o campo de jogo da Udinese é o estádio Friuli em Údine, inaugurado para substituir o estádio Moretti, que foi demolido e substituído por um parque urbano. O nome é escolhido para homenagear a região, que foi atingida em maio daquele ano pelo terremoto de Friul. Desenhado pelo engenheiro Udine Giuliano Parmegiani, é considerado um dos sistemas de maior sucesso do ponto de vista estético. O estádio está localizado a noroeste da cidade, no distrito de Rizzi, em uma posição bastante periférica. Uma peculiaridade do Friuli e o símbolo desta planta é o majestoso arco que, com os seus 33 metros de altura no topo, serve de teto para a arquibancada.
No dia 5 de junho de 2013, foram iniciadas as obras de renovação do Estádio Friuli, de acordo com a vontade do acionista referência da Udinese, Giampaolo Pozzo. As obras estão concluídas e viram a demolição total e reconstrução de curvas bem distintas, com a instalação de novas poltronas e o desaparecimento da pista de atletismo. A nova unidade foi inaugurada no dia 17 de janeiro de 2016, no jogo Udinese versus Juventus. Desde então, apenas por ocasião das atividades oficiais da Udinese, o estádio leva o nome de Dacia Arena (do nome do parceiro oficial da montadora na equipe), sem mudança no nome original.

### Centro de treinamento
O centro esportivo Dino Bruseschi é o conjunto de instalações e campos de treinamento usados pela equipe da Udinese. Com o nome de um dos presidentes mais importantes da história dos bianconeris, está localizado a poucos metros do estádio Friuli.
Cobre aproximadamente 64 943 m² e é composto por:
- campo de regulação (105 × 68 m) em relva natural, com sistema de iluminação;
- campo de regulação (105 × 68 m) em relva natural, sem iluminação;
- campo não regulatório (100 × 55 m) em grama natural;
- campo de regulação (105 × 68 m) em relva sintética, com sistema de iluminação;
- campo de regulação (105 × 68 m) em grama sintética, sem iluminação;
- gaiola de grama sintética, com sistema de iluminação;
- área de treinamento de grama sintética (150 × 50 m);
- estrutura tensionada coberta e aquecida com área de treinamento em grama sintética (80 × 50 m) e com sistema de iluminação;
- 4 vestiários à disposição dos atletas. A primeira equipe usa o vestiário dentro do estádio Friuli;
- vestiário para equipe técnica;
- 2 armazéns para material técnico.

## Títulos
| Continentais | Continentais                  | Continentais | Continentais               |
|              | Competição                    | Títulos      | Temporadas                 |
| ------------ | ----------------------------- | ------------ | -------------------------- |
|              | Copa Intertoto da UEFA        | 1            | 2000                       |
|              | Copa Mitropa[a]               | 1            | 1980                       |
| Nacionais    |                               |              |                            |
|              | Competição                    | Títulos      | Temporadas                 |
|              | Torneio FGNI                  | 1            | 1896                       |
|              | Coppa Italia Lega Pro         | 1            | 1978                       |
|              | Campeonato Italiano - Série B | 2            | 1955-56 e 1978-79          |
|              | Campeonato Italiano - Série C | 3            | 1929-30, 1948-49 e 1977-78 |
|              | Torneio Quadrangular de Údine | 1            | 1983                       |

- a. ^  Torneio originalmente organizado por um comitê liderado por Hugo Meisl e as federações nacionais participantes.[13][14] A partir desta edição a Copa passou a ser uma espécie de Liga dos Campeões da Série B, participaram as equipes que venceram os campeonatos de futebol de segundo nível de quatro nações europeias no ano anterior (Tchecoslováquia, Itália, Iugoslávia e Hungria)

Outros
- Torneio Anglo-Italiano: 1

(1978)

## Elenco
Última atualização: 18 de fevereiro de 2025.

## Artilheiros da Udinese
| Ano     | Artilheiro                      |
| 1997-98 | Oliver Bierhoff (Udinese), 27   |
| 1998-99 | Amoroso (Udinese), 22           |
| 2009-10 | Antonio di Natale (Udinese), 29 |
| 2010-11 | Antonio di Natale (Udinese), 28 |

### Mais partidas
| #  | País      | Nome              | Período              | Jogos |
| -- | --------- | ----------------- | -------------------- | ----- |
| 1  | Itália    | Antonio Di Natale | 2004-2016            | 446   |
| 2  | Itália    | Valerio Bertotto  | 1993–2006            | 404   |
| 3  | Itália    | Giampiero Pinzi   | 2000–2008, 2010-2015 | 355   |
| 4  | Brasil    | Danilo            | 2011-2018            | 282   |
| 5  | Itália    | Dino Galparoli    | 1981-1990            | 280   |
| 6  | Itália    | Luigi Zorzi       | 1936–1942, 1949-1956 | 280   |
| 7  | Itália    | Alessandro Calori | 1991–1999            | 272   |
| 8  | Itália    | Severino Feruglio | 1939-1946, 1947-1952 | 261   |
| 9  | Argentina | Néstor Sensini    | 1989-1993, 2002-2006 | 240   |
| 10 | Itália    | Paolo Poggi       | 1994-2000            | 233   |

## Uniformes

### Uniforme dos jogadores
- 1º - Camisa listrada em preta e branca, calção e meias pretas;
- 2º - Camisa azul, calção e meias azuis;
- 3º - Camisa preta, calção e meias pretas;
- 4º - Camisa branca, calção e meias brancas.

| Primeiro Uniforme | Segundo Uniforme | Terceiro Uniforme |

### Uniformes anteriores
- 2013-14

| Primeiro | Segundo | Terceiro |

- 2012-13

| Primeiro | Segundo | Terceiro |

- 2011-12

| Primeiro | Segundo | Terceiro |

- 2010-11

| Primeiro | Segundo | Terceiro | Quarto | Quinto |  |

- 2009-10

| Primeiro | Segundo | Terceiro |

## Cores e símbolos
As cores sociais da Udinese são o preto e o branco, iguais aos símbolos municipais, presentes no uniforme da equipe desde o início, embora a sua utilização tenha muitas vezes variado. No final do século XIX, a recém-formada Sociedade de Ginástica e Esgrima da Udinese usava uma camisa totalmente preta, adornada apenas com uma estrela branca de cinco pontas presa no centro do peito. 
Na década de 1910 a camisa foi dividida verticalmente ao meio entre as duas cores,  enquanto mais tarde o branco se tornou predominante, com o preto relegado à decoração. Desde a década de 1930, a típica camisa listrada em preto e branco tem sido exibida quase permanentemente, muitas vezes acompanhada por shorts e meias pretas, ou por shorts brancos e meias pretas. 
As únicas inovações importantes ocorreram durante a década de 1980, quando o vestuário dos friulanos se desvia da tradição e apresenta as soluções mais imaginativas: destacam-se as camisas brancas com cano central preto usadas na primeira parte da década, seguidas das pretas cruzadas por uma enorme barra branca. A partir da década de 1990 houve um retorno gradual à sobriedade, embora não faltem experimentos como as listras "curvas" ao longo da extremidade superior, vistas em meados dos anos 2000.

### Escudo
Ao longo de sua história, a Udinese usou vários pictogramas unidos para lembrar as cores e a heráldica da cidade de Friul. A primeira data do início dos anos 1970, representando um escudo repleto de listras e o trigrama "ACU" (Udinese Football Association). Perto do final da década, um brasão representando uma zebra inscrita em um círculo verde assumiu o controle. O segundo pictograma foi adotado no início dos anos 1980 sob a presidência de Mazza e representava um escudo branco em torno de um escalão negro - o mesmo que identifica o município de Udine e um logotipo "Z" do Zanussi (empresa na época dona do clube) e, acima, a escrita minúscula "udinese calcio".
O terceiro brasão era uma variante do segundo: Zanussi saiu de cena, com a aquisição da empresa por Giampaolo Pozzo o "Z" desapareceu e só ficou o escudo com o brasão da cidade. O quarto brasão apareceu nas camisas da temporada 1995-96: o escudo apareceu rodeado por um círculo primeiro cinza e depois preto. A partir da temporada 2010-11 , novamente cinza, envolto por dois ramos de louro.   

### Hino
O hino oficial do clube se chama Vinci per noi  e é tocado pela cantora Connie Del Colle. É executado antes do início de cada partida em Friuli.
 

Anteriormente, o hino era Alè Udin, interpretado por Dario Zampa: o refrão tornou-se o coro característico do torcedor friuliano.